# نوکلئاز انگشت روی
نوکلئاز انگشت روی (به انگلیسی: Zinc Finger Nuclease) یا ZFN اولین سیستم پروتئینی متصل شونده به DNA قابل برنامه ریزی با کاربرد وسیع است.ZFNها شامل زنجیره ای از پروتئین های انگشت روی هستند که به یک نوکلئاز باکتریایی ملحق شده اند تا بتوانند سیستمی را تولید کنند که قادر به ایجاد برش های دو رشته ای خاص در دی ان ای برای ویرایش ژن باشد. پروتئین های انگشت روی هدف قرار دادن سایت خاص را فراهم می کنند زیرا هر یک از آنها یک توالی 3 تا 4 نوکلئوتیدی از DNA را شناسایی می کنند. نوکلئازی که معمولاً در تکنولوژی ZFN متصل به زنجیره پروتئین های انگشت روی است FokI نام دارد که برای اتصال به DNA باید دایمریزه شده باشد، بنابراین یک جفت از ZFN برای هدف گیری و برش DNA مورد استفاده قرار می گیرد.این آنزیم ها کمک زیادی به تولید موجودات ترانسژنیک می کنند و بدلیل اینکه فراوانی نوترکیبی همولوگ بسیار ناچیز بوده اهمیت زیادی در مهندسی ژنتیک و مطالعات ترانسژنیک ، ناک اوت و غیره پیدا کرده اند. این پروتئین های مهندسی شده متصل شونده به DNA می توانند ژنوم را در جایگاه های ویژه ای شناسایی کرده و ایجاد برش های دورشته ای کنند . در صورتیکه سیستم تعمير NHEJ فعال شود چون این سیستم ترمیم مستعد خطاست سبب ایجاد جهش در آن ناحیه خاص از ژنوم می شود بنابراین در مطالعات موتاژنز نیز اهمیت دارند. انتقال یک وکتور حاوی ژن مورد نظر به همراه ZFNs سبب تسهیل درج ژن در آن ناحیه از ژنوم می گردد. 

## پیوند
ویکی‌پدیا انگلیسی